# Micrargus dilutus
Micrargus dilutus är en spindelart som först beskrevs av Denis 1948.  Micrargus dilutus ingår i släktet Micrargus och familjen täckvävarspindlar.
Artens utbredningsområde är Frankrike. Inga underarter finns listade i Catalogue of Life.